# Wohlmuthausen (Württemberg)
Wohlmuthausen is een plaats in de Duitse gemeente Forchtenberg, deelstaat Baden-Württemberg, en telt 400 inwoners (2007).